# Джон Форест
Сър Джон Форест (на английски: John Forrest) е австралийски изследовател, първият премиер на Западна Австралия и министър в първия федерален парламент на Австралия.

## Ранни години (1847 – 1869)
Роден е на 22 август 1847 година в Бънбъри, Западна Австралия, в семейството на Уилям Форест и съпругата му Маргарет Гътри и по-голям брат на Александър Форест. До 12-годишна възраст посещава училище в родния си град, а през 1860 е изпратен да учи в Пърт. От ноември 1863 до 1865 е чирак на геодезиста Томас Кери, а след това работи като главен топограф в правителството на Западна Австралия.

## Експедиционна дейност (1869 – 1874)
През 1869 правителството организира експедиция за търсене на Лудвиг Лейхард и начело на нея е назначен Джон Форест. От Пърт прониква до 123º и.д. между 28 – 29º ю.ш., като открива солените езера Монгър (29°30′ ю. ш. 116°50′ и. д. / 29.5° ю. ш. 116.833333° и. д.), Барли (29°15′ ю. ш. 119°30′ и. д. / 29.25° ю. ш. 119.5° и. д.) и Солт Лейк (28°30′ ю. ш. 120°00′ и. д. / 28.5° ю. ш. 120° и. д.). С малкия си конен отряд Джон Форест изминава над 2000 км, от които над 1000 км по неизвестни дотогава райони.
През 1870 – 1871, заедно с брат си Александър Форест, извършва пътешествие по южното крайбрежие на Австралия от Пърт до Аделаида, като извършва инструментална топографска снимка по целия маршрут.
През есента на 1874, отново заедно с брат си, от Джералдтън (28°45′ ю. ш. 114°30′ и. д. / 28.75° ю. ш. 114.5° и. д.) се изкачва по река Мърчисън и навлиза в полупустинните области на Западна Австралия между 24 – 27º ю.ш. През август пресича пустинната област между пустините Гибсън и Голямата пустиня Виктория и достига до планината Мъсгрейв. От нея, по долината на река Алберга, през септември се спуска до трансавстралийския телеграф (станция Пик, 26º ю.ш.). По този начин той става първия европеец, който пресича Западна Австралия от запад на изток и в долината на река Мърчисън открива подходящи земи за развитие на животновъдство.

## Следващи години (1874 – 1918)
На 2 септември 1876 в Пърт Форест се жени за Маргарет Елвир. Тя е от много богато семейство и Форест придобива значително богатство и социално положение от брака, но семейството не може да има деца.
През следващите години Форест се отдава на политическа кариера. От 1890 до 1902 е премиер-министър на Западна Австралия, през 1901 за кратко е началник на пощите в цяла Австралия, от 1901 до 1903 заема поста министър на отбраната, а през 1903 – 1904 – министър на вътрешните работи на Австралия. През 1905 – 1909, 1913 – 1914 и 1917 – 1918 е министър на финансите.
От 1901 до смъртта си е член на Австралийския парламент. На 6 февруари 1918 му е присъдена титлата барон.
Умира на 2 септември 1918 година край бреговете на Сиера Леоне на път за Англия на 71-годишна възраст. Погребан е в родния си град Бънбъри.

## Памет
Неговото име носят:
- град Глен Форест (31°55′ ю. ш. 116°06′ и. д. / 31.916667° ю. ш. 116.1° и. д.), в щата Западна Австралия, предградие на Пърт;
- град Форест (30°44′ ю. ш. 127°41′ и. д. / 30.733333° ю. ш. 127.683333° и. д.), в щата Западна Австралия;
- град Форестал (32°09′ ю. ш. 115°56′ и. д. / 32.15° ю. ш. 115.933333° и. д.), в щата Западна Австралия, предградие на Пърт;
- град Форестфилд (31°59′ ю. ш. 116°00′ и. д. / 31.983333° ю. ш. 116° и. д.), в щата Западна Австралия, предградие на Пърт;
- езеро Форест (29°19′ ю. ш. 128°53′ и. д. / 29.316667° ю. ш. 128.883333° и. д.), в щата Западна Австралия;
- Национален парк Джон Форест (31°53′ ю. ш. 116°04′ и. д. / 31.883333° ю. ш. 116.066667° и. д.), в щата Западна Австралия.

## Съчинения
- „Explorations in Australia, with an appendix on the condition of Western Australia“ (1875);
- „Notes on Western Australia“ (1886).